# 204

## Nașteri
- dată necunoscută: Filip Arabul  (d. 249)